# ロヴェチ

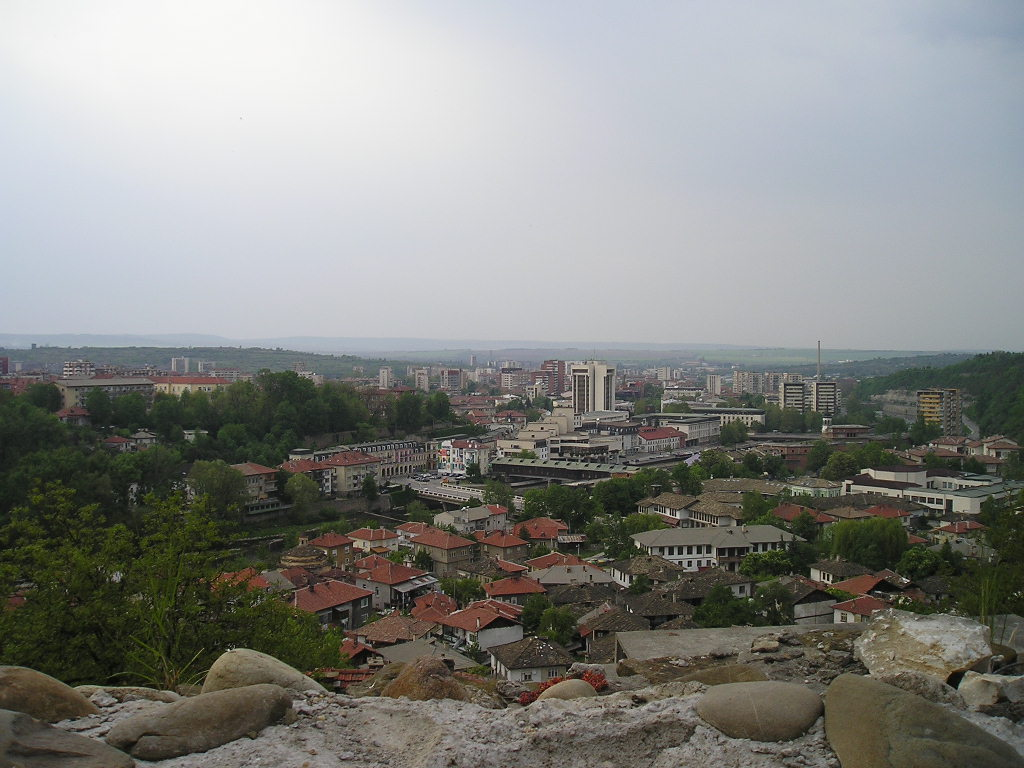
ロヴェチの眺め

ロヴェチ（Lovech (ブルガリア語: Ловеч, 発音 [ˈɫɔvɛt͡ʃ])）は、ブルガリア北西部の町、およびそれを中心とした基礎自治体。ロヴェチ州に属する。ソフィアから150キロメートルにある。プレヴェン、トロヤン、テテヴェンに近い。

## 地理
ロヴェチはブルガリア北部のバルカン山脈地域にあり、オスム川の両岸に広がっており、山地と平地を結んでいる。町の東部は標高250メートルの台地であり、ロヴェチで最大の公園ストラテシ（Стратеш / Stratesh）である。南西部はヒサリャ（Хисаря / Hisarya）、バシ・ブナル（Баш Бунар / Bash Bunar）などの丘に囲まれている。北東部の地形は急激に平地へと変化しており、隣接するプレヴェン州へと続いている。ロヴェチの平均標高は海抜200メートルである。町で最も高い場所はアクバイル丘（Акбаир / Akbair）であり、その標高は450メートルである。
ロヴェチには景色の美しい場所があり、公園や休息の地も多い。ストラテシ公園は、町の最も高いところにある。公園にある広大なライラックの茂みは町中から見ることができ、春にはとても美しい姿を見せる。そのため、ロヴェチはライラックの町として知られる。

## 歴史

### 古代
ロヴェチはブルガリアで最も古い町のひとつである。人の居住の痕跡は大変古くからこの地域で見られ、主に町の近くの洞窟に集中している。山と平地の間にあり、川が流れるという地理的な優位性がその理由のひとつと考えられる。
町の最古の住人はトラキア人のメルディ族（Meldi）であり、紀元前4世紀から紀元前3世紀にかけて居住していた。この地域は彼らの首都としてメルタ（Melta）と呼ばれ、その場所は今日ではヴァロシャ（Вароша / Varosha）と呼ばれ保護区となっている。後に、バルカン半島がローマ帝国の支配下となると、プレジディウム（Prezidium）と呼ばれる軍の駐屯地が、町の付近に築かれた。これは、古代ローマの街道沿いに位置し、戦略的に重要な拠点であった。街道の一部は現在でもロヴェチに残されている。

### 中世
ローマ都市ヒサリャ（Hisarya）が、現在のヒサリャ丘の上に建てられた。1187年にはブルガリア帝国と東ローマ帝国の講和条約がこの地で結ばれ、第二次ブルガリア帝国としてブルガリアの独立が認められた。12世紀、ロヴェチは重要な交易の拠点となり、ブルガリアで最も大きい都市のひとつとなった。
14世紀のオスマン帝国による侵略は町を通過することはなかったものの、1446年、最終的にはヒサリャ要塞もオスマン帝国に制圧された。その後、ロヴェチは、トルコ人の居住禁止や、ブルガリア人のイェニチェリとしての徴用の免除などの特権を与えられた。

### オスマン帝国の統治
17世紀、ロヴェチはトルコ語でロフチャ（Lofça）と呼ばれ、交易の拠点として再興し、ブルガリアで最も豊かな町のひとつとなった。町は「黄金のロヴェチ」（トルコ語でAltan Lovech）と呼ばれるようになった。
1784年は、ロヴェチにとって歴史上最も恐ろしい年となった。町のほぼ全てがオスマン帝国の軍によって破壊され焼き払われた。およそ2万人いた市民は4,600人にまで減少した。
オスマン帝国に対する革命運動が始まったブルガリア民族復興期、ロヴェチはヴァシル・レフスキの内部革命組織の作戦拠点「秘密革命委員会」が置かれた。レフスキはロヴェチ近郊の村ククリナ（Къкрина / Kakrina）でオスマン帝国の軍に逮捕され、後にソフィアで絞首刑に処された。ロヴェチの旧市街には、ヴァシル・レフスキに関するブルガリアで最大の博物館があり、レフスキのノートや衣服、武器などの遺品が収蔵されている。

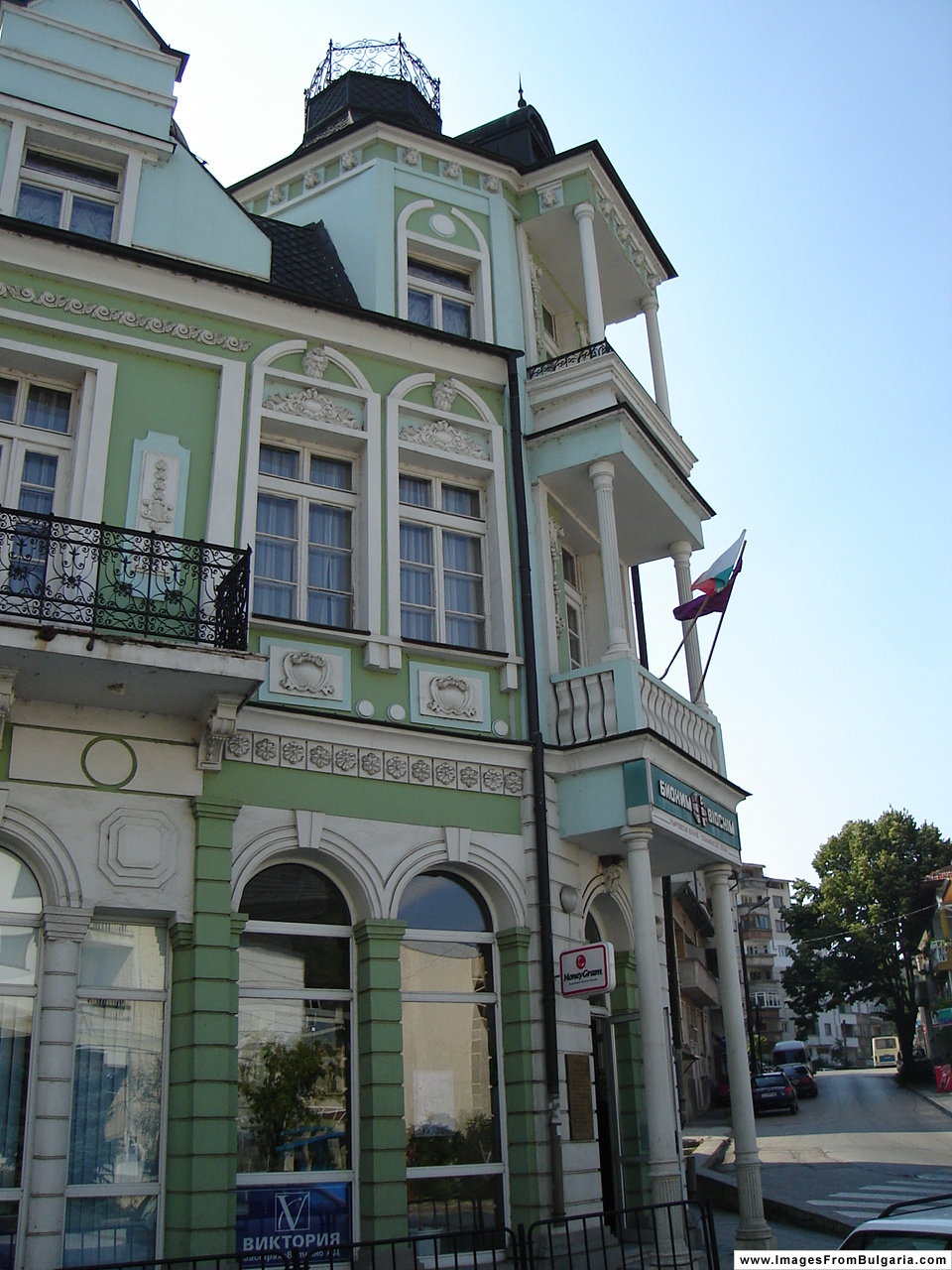
ロヴェチ中心部

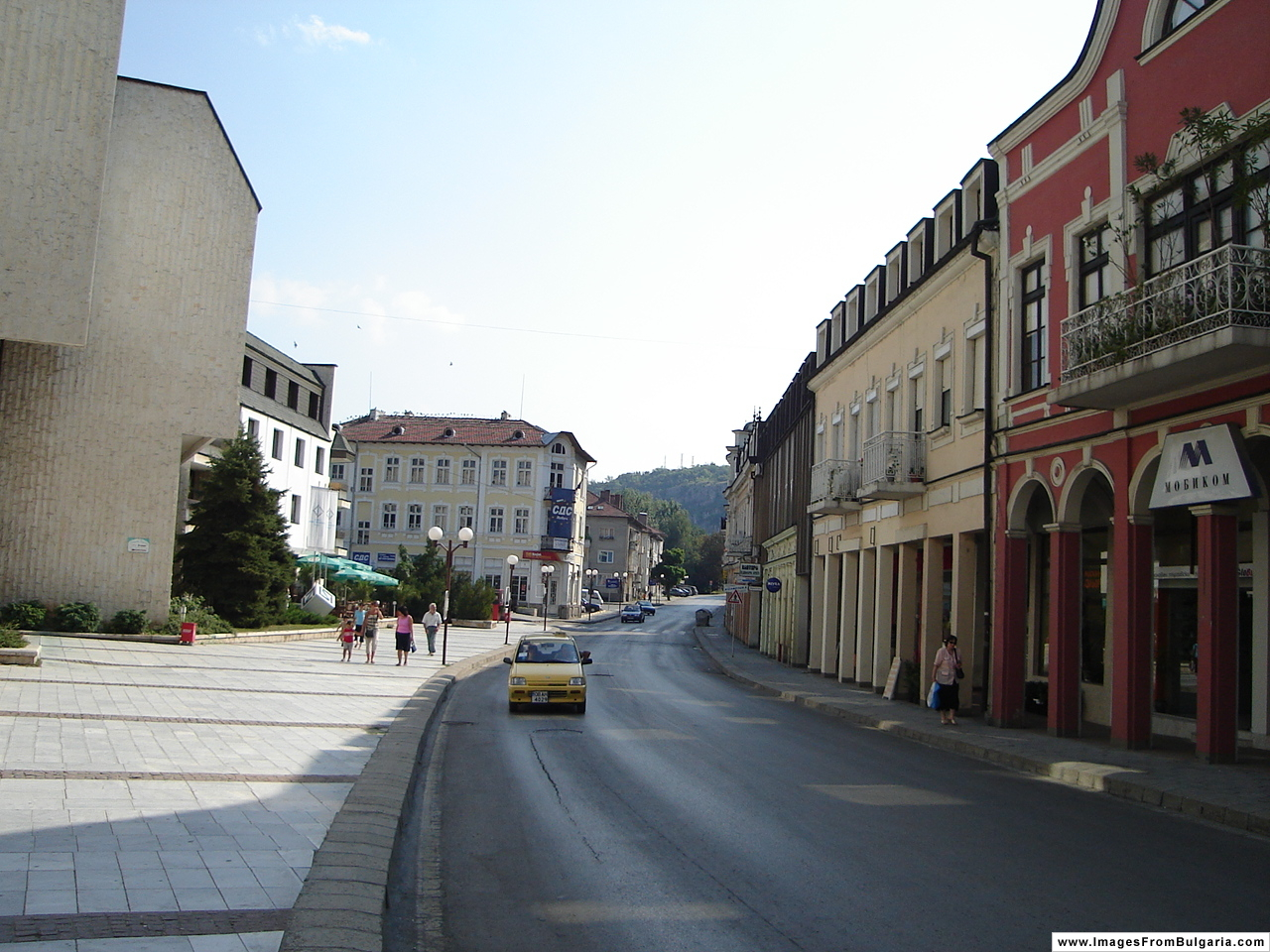
ロヴェチ中心部

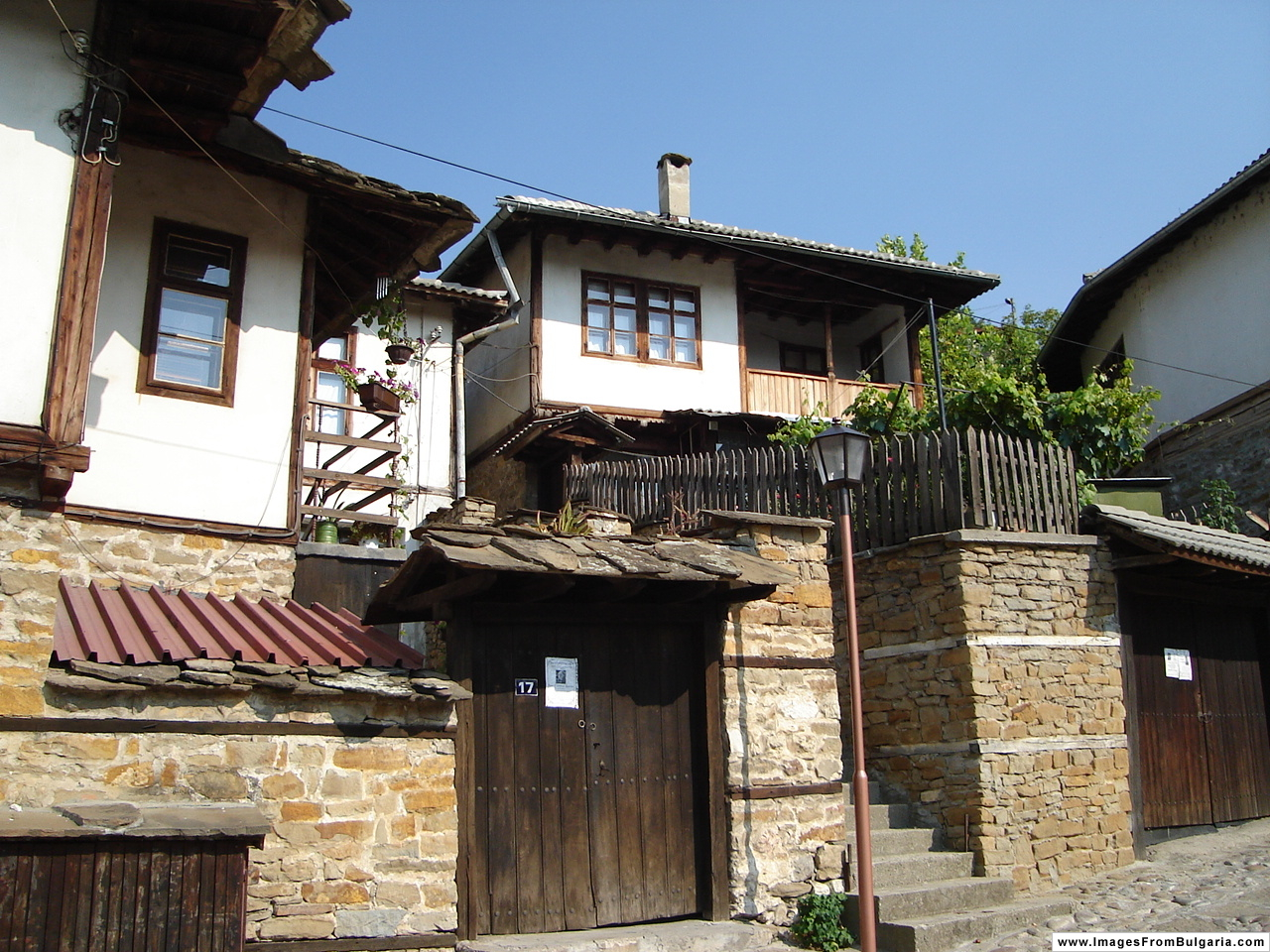
ブルガリア民族復興保存地区「ヴァロシャ」

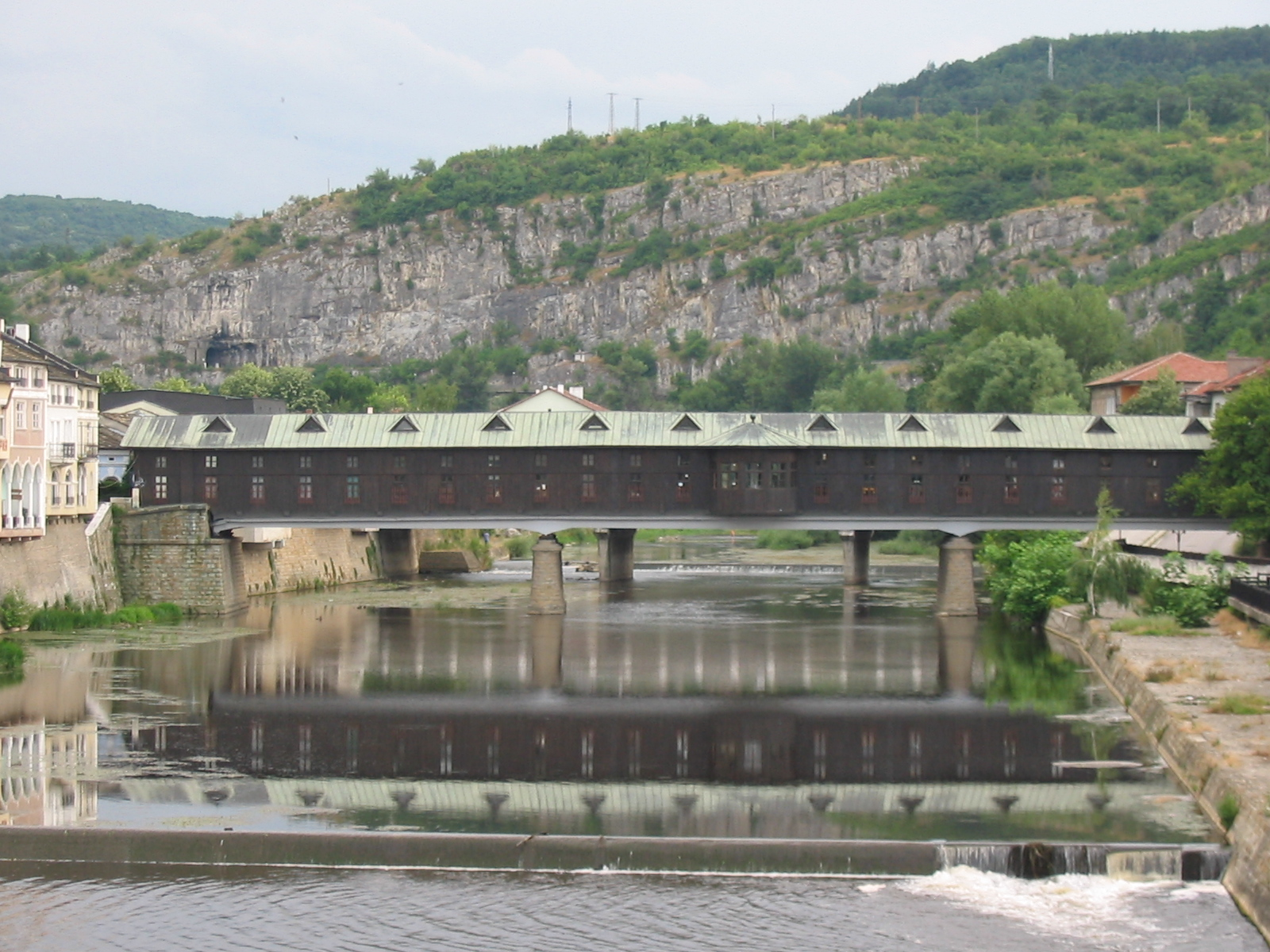
屋根付き橋

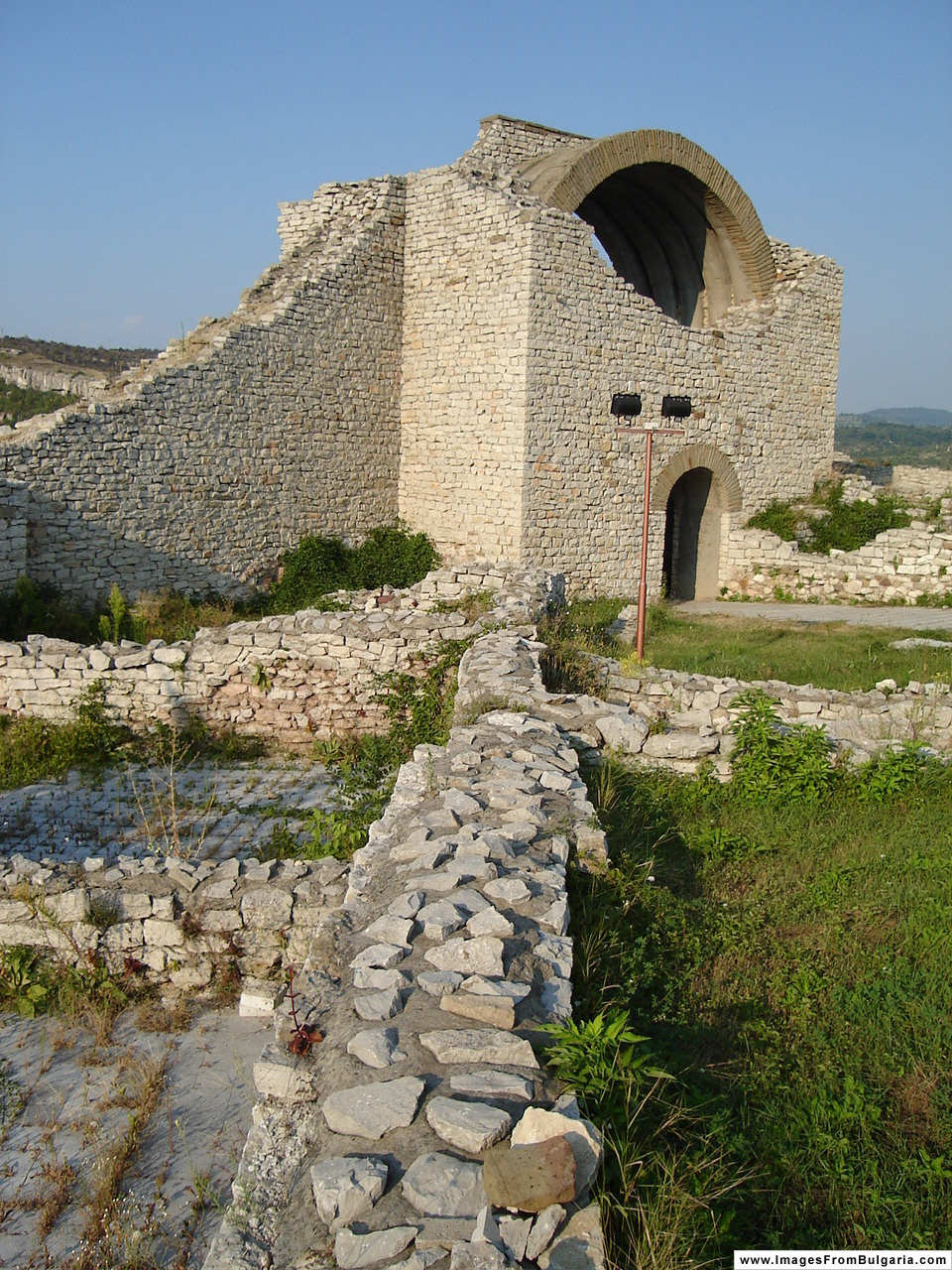
古代の要塞

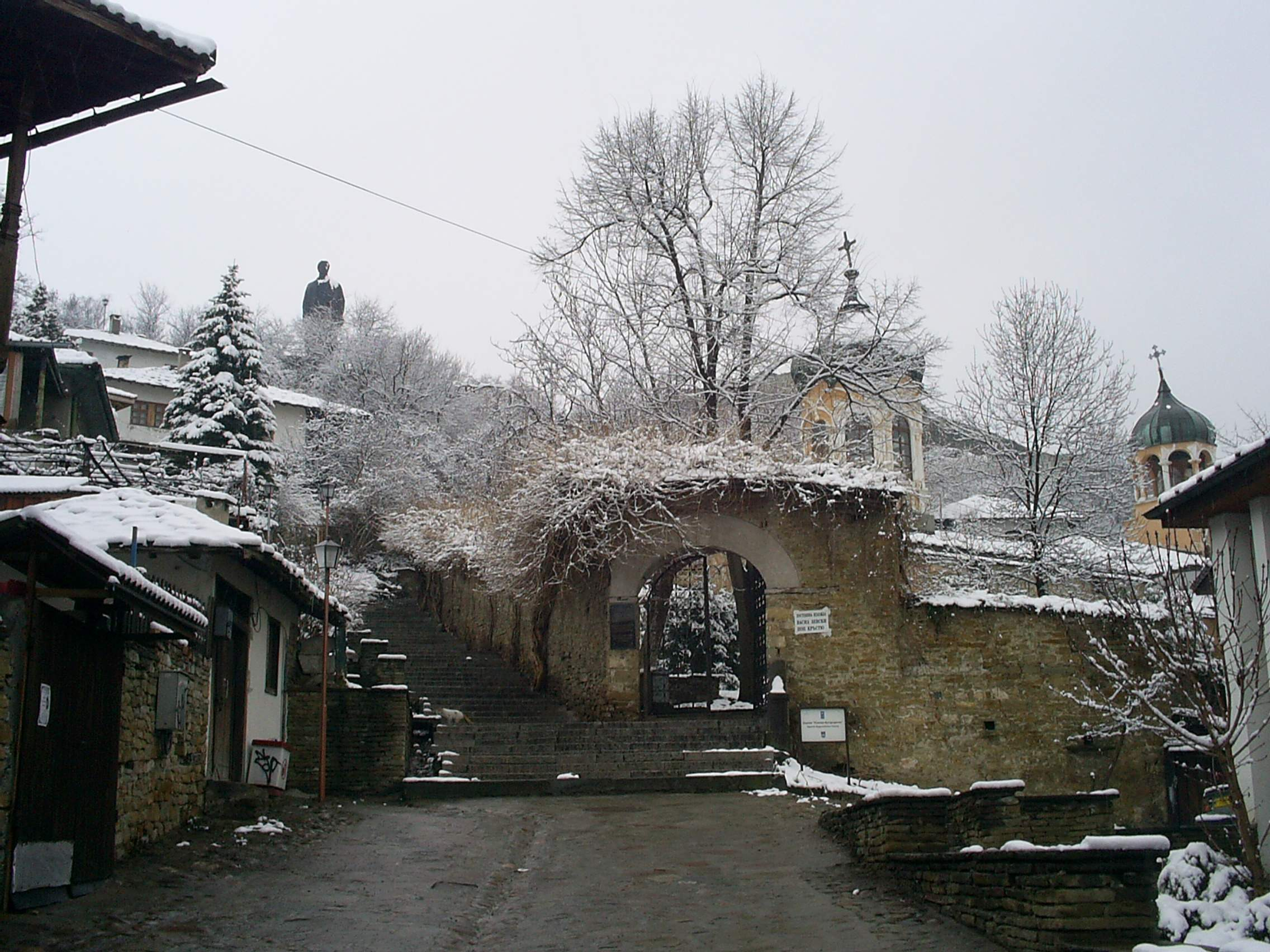
ヴァロシャ聖堂

1872年から1874年にかけて、ブルガリアの建築家コリュ・フィチェト（Колю Фичето / Kolyu Ficheto）として知られるニコラ・フィチェフは、有名な屋根付橋ポクリティア・モスト（Покрития мост / Pokritiya most、en）を建設した。橋は1925年に破壊されたものの、1931年に復興した。橋は町の新市街と旧市街を結んでいる。橋にはカフェや小さなレストラン、みやげ物店などが並んでいる。
露土戦争の間、ロヴェチではロヴェチの戦い（en）として知られる重要な戦闘があった。

## 見所
- コリュ・フィチェトによる屋根付き橋
- ヒサリャ要塞
- ヴァシル・レフスキのモニュメント
- 露土戦争で戦死したロシア兵のためのモニュメント
- ヴァロシャ旧市街地区
- ストラテシ丘と、州で最大規模の動物園
- バシ・ブナル公園
- 町中央部のバロック様式の建築群
- ヴァロシャ建築歴史保護区、ドラソヴァ（Драсова / Drasova）およびラショヴァ（Рашова / Rashova）記念館

### 劇場
- ロヴェチ劇場
- ナウカ・コミュニティ・センター劇場
- ストラテシ公園夏季劇場

### 博物館
- ヴァシル・レフスキ博物館
- ロヴェチ歴史博物館
- ドラソヴァ記念館
- ラショヴァ記念館

## スポーツ
- リテックス・ロヴェチ: サッカー・クラブ
- オスム: 男子ハンドボール・クラブ
- ロヴェチ '98: 女子ハンドボール・クラブ
- イーグルス: バスケットボール・クラブ
- レスリング・クラブ
- 極真空手クラブ
- プログレス: チェス・クラブ

## 友好都市
- エアフルト: ドイツ 1971年より
- リャザン: ロシア 1964年より
- スィクティフカル: ロシア、コミ共和国 1984年より
- バリャドリッド: スペイン 2005年より

## 町村
ロヴェチ基礎自治体（Община Ловеч）には、その中心であるロヴェチをはじめ、以下の町村（集落）が存在している。
- Абланица|
- Александров
- Баховица
- Брестово
- Българене
- Владиня
- Горан
- Горно Павликене
- Гостиня
- Деветаки
- Дойренци
- Дренов
- Дъбрава
- Изворче
- Йоглав
- Казачево
- Къкрина
- Лешница

- Лисец
- Ловеч
- Малиново
- Прелом
- Пресяка
- Радювене
- Скобелево
- Славяни
- Слатина
- Сливек
- Смочан
- Соколово
- Стефаново
- Тепава
- Умаревци
- Хлевене
- Чавдарци

## ギャラリー

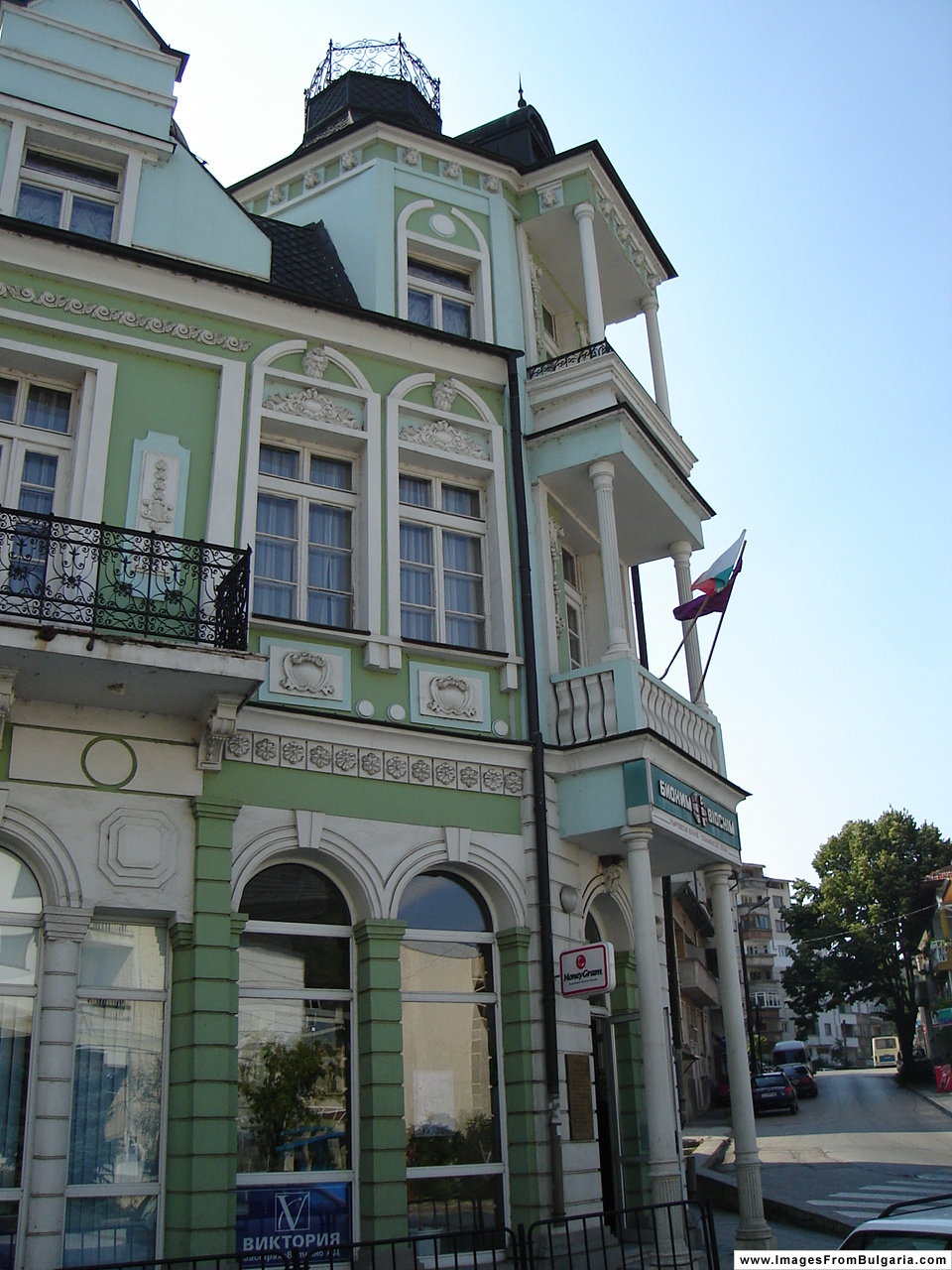
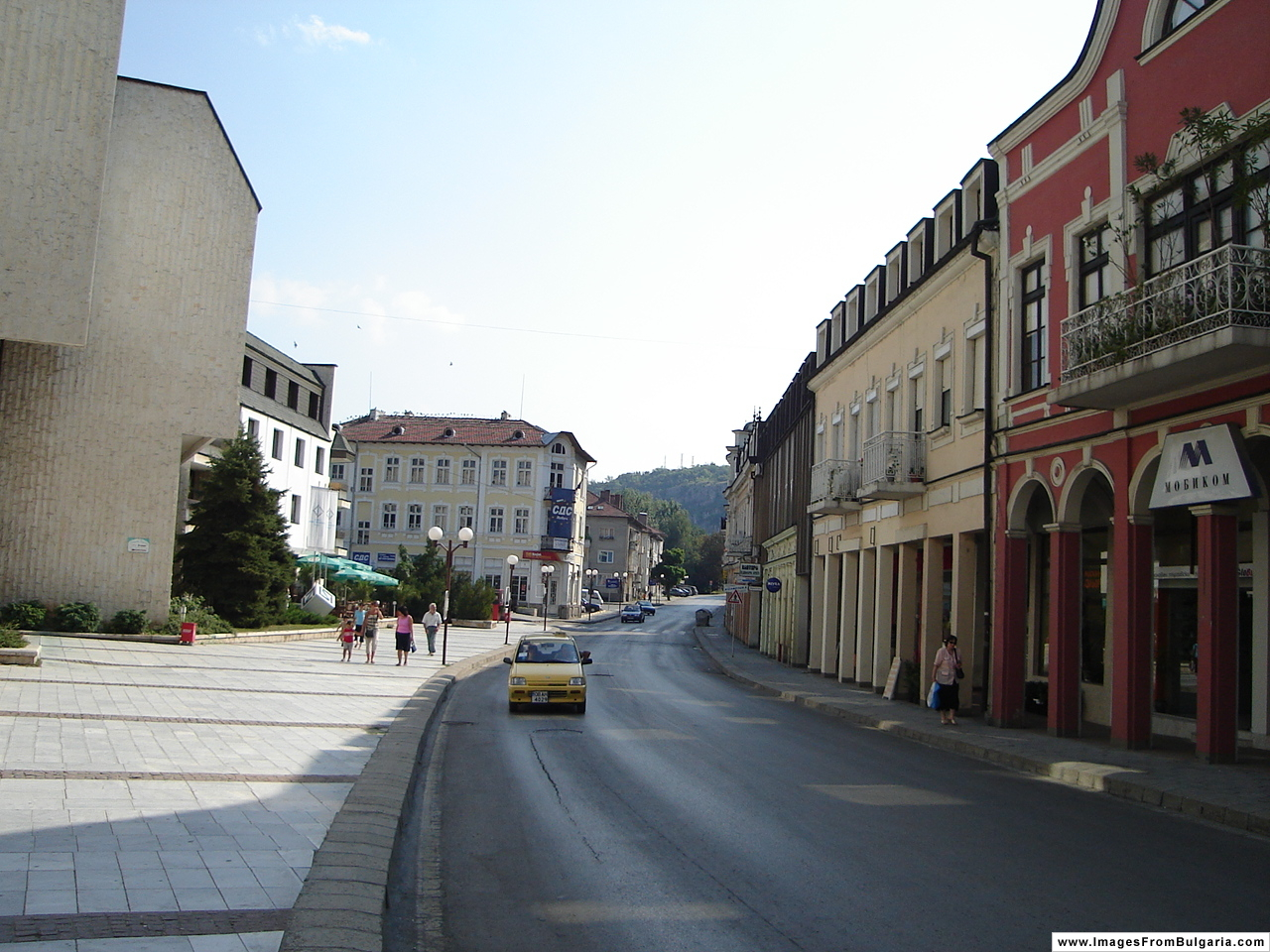
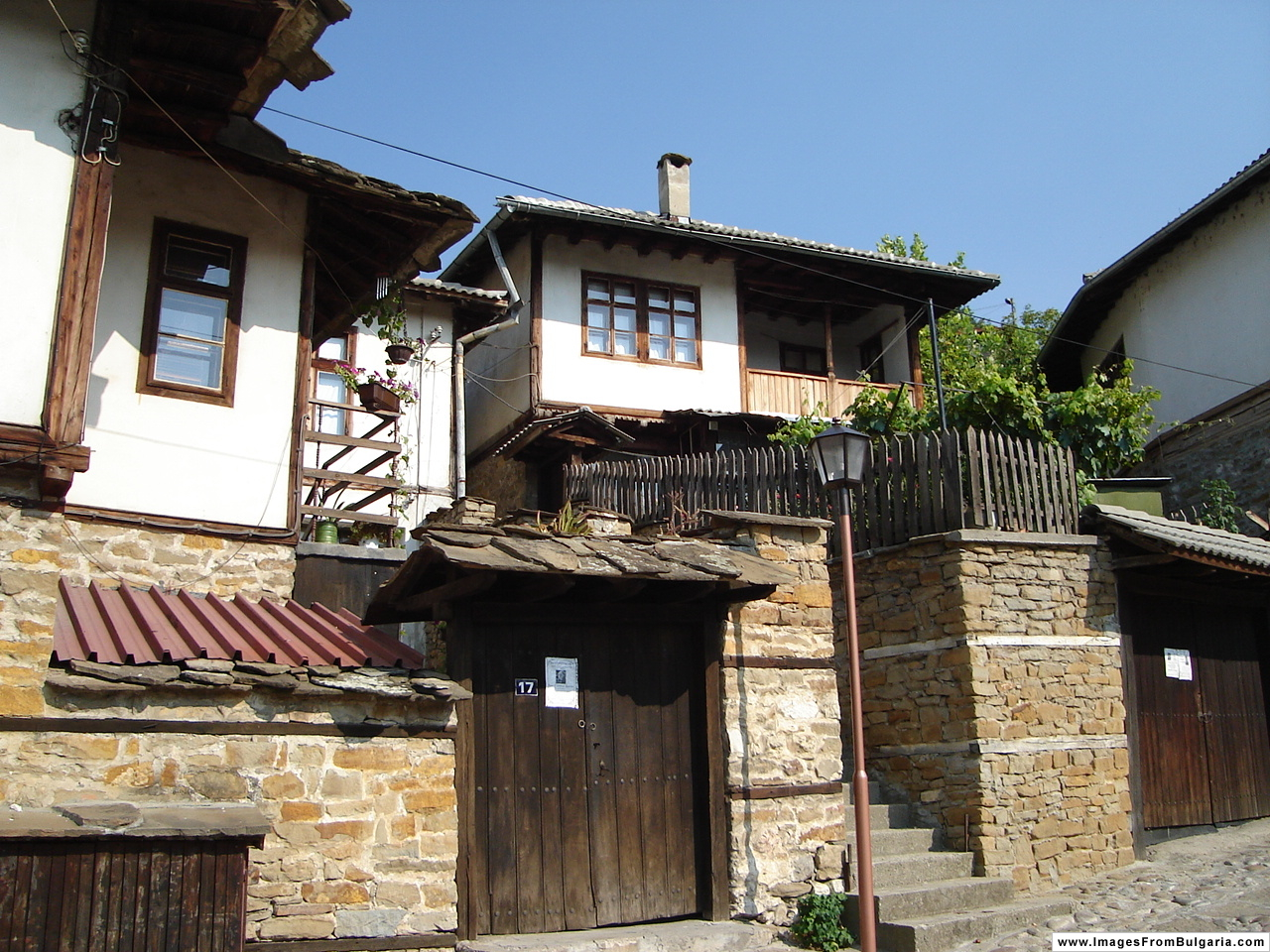
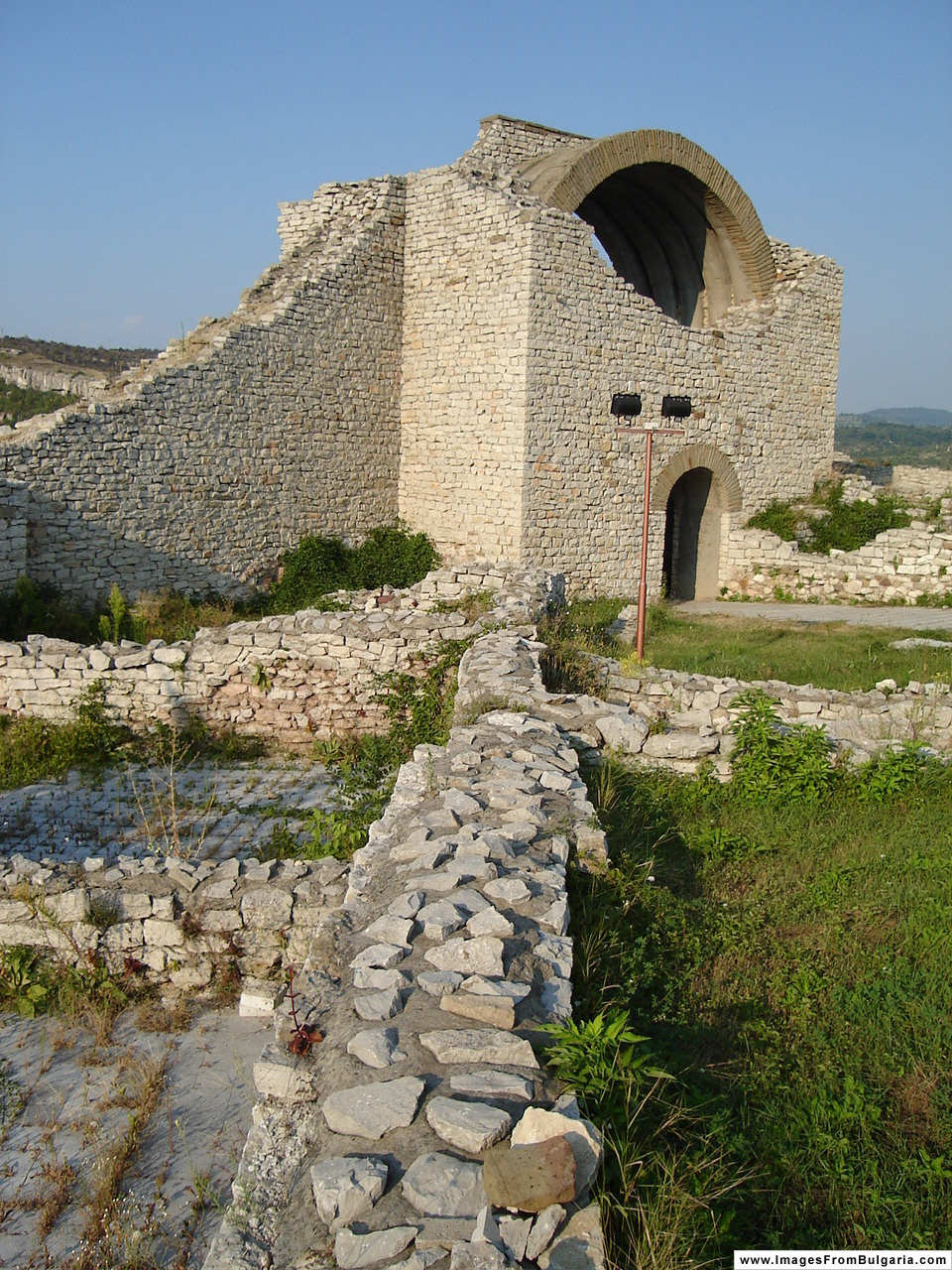
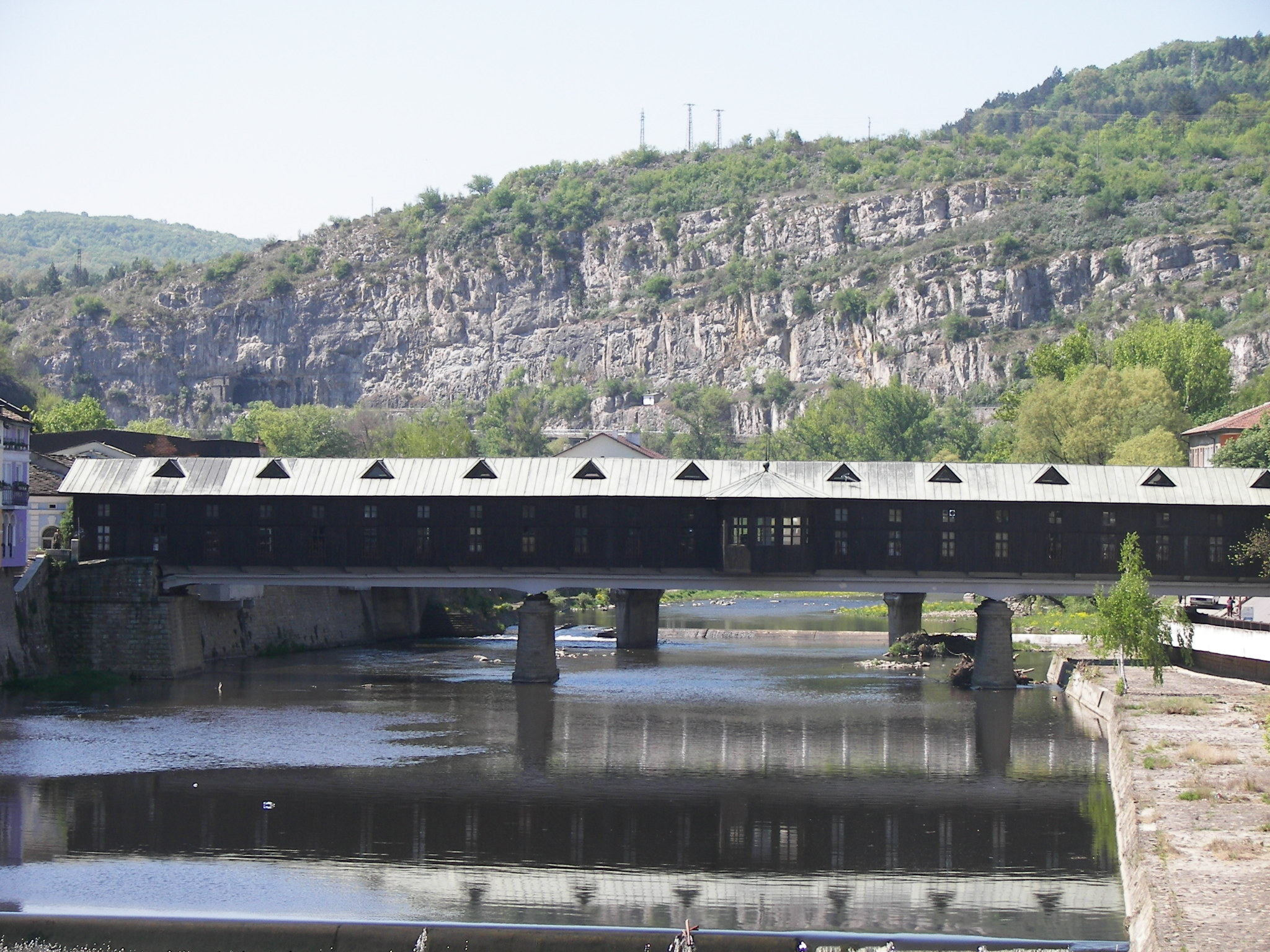
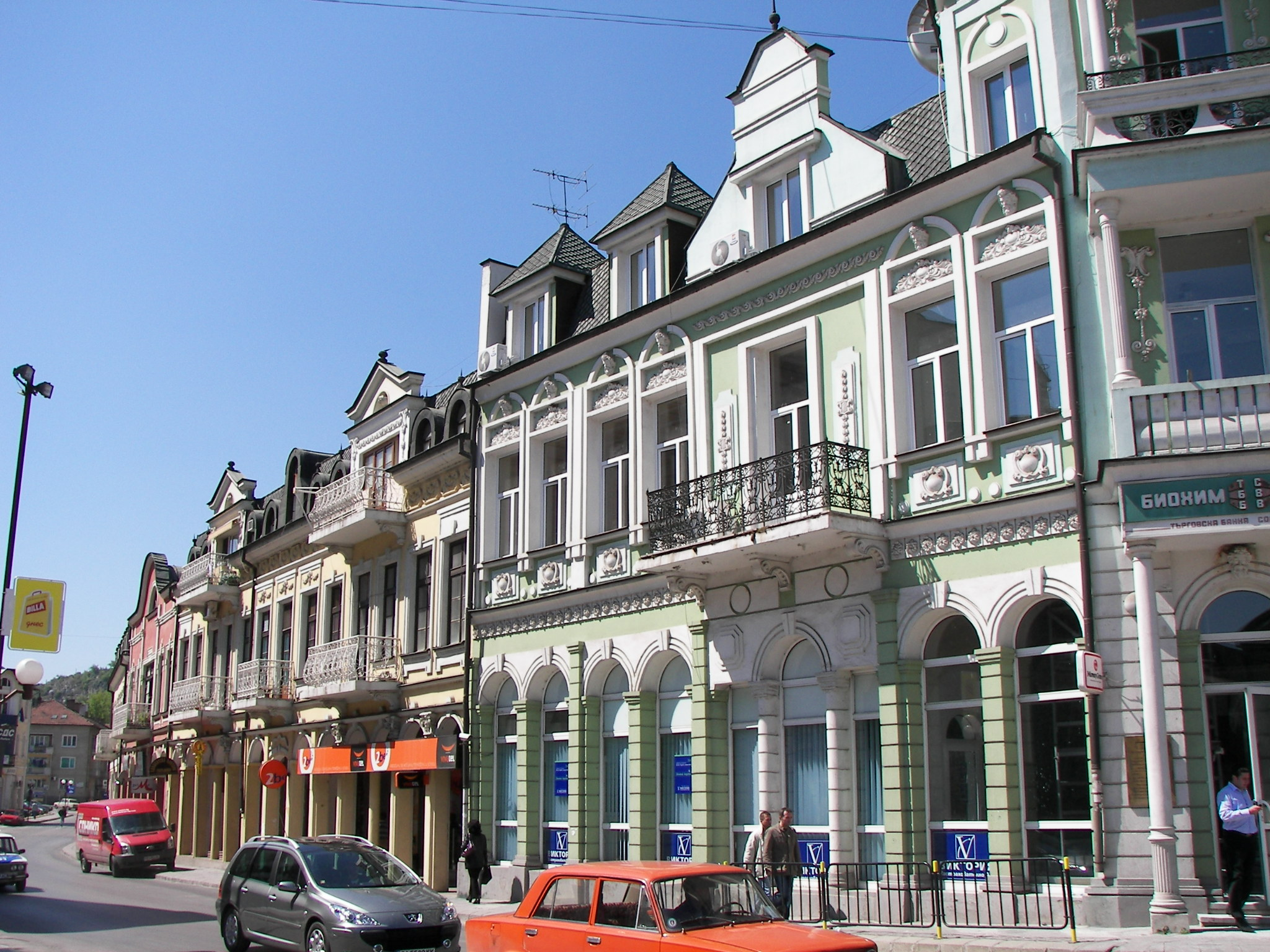
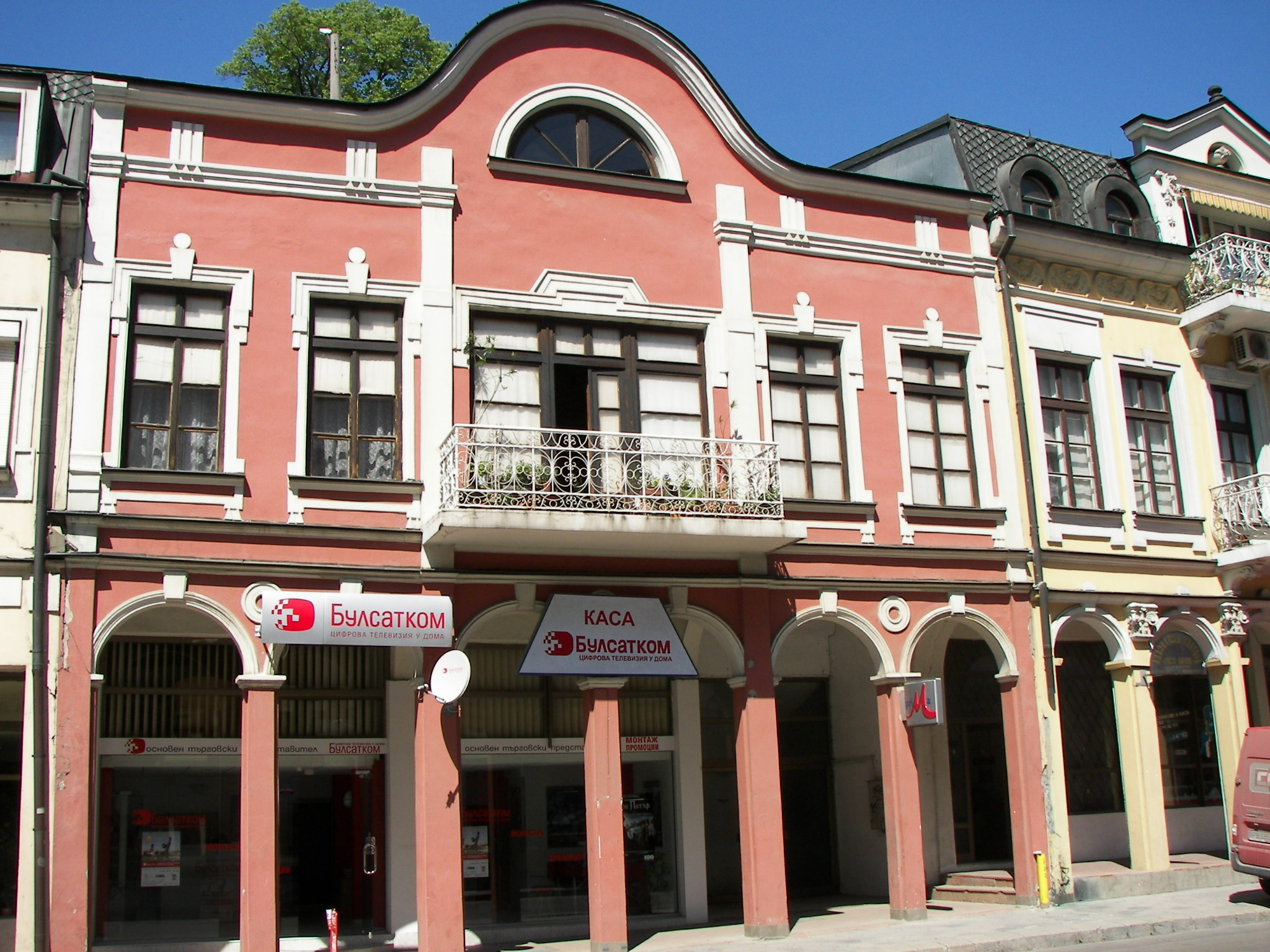
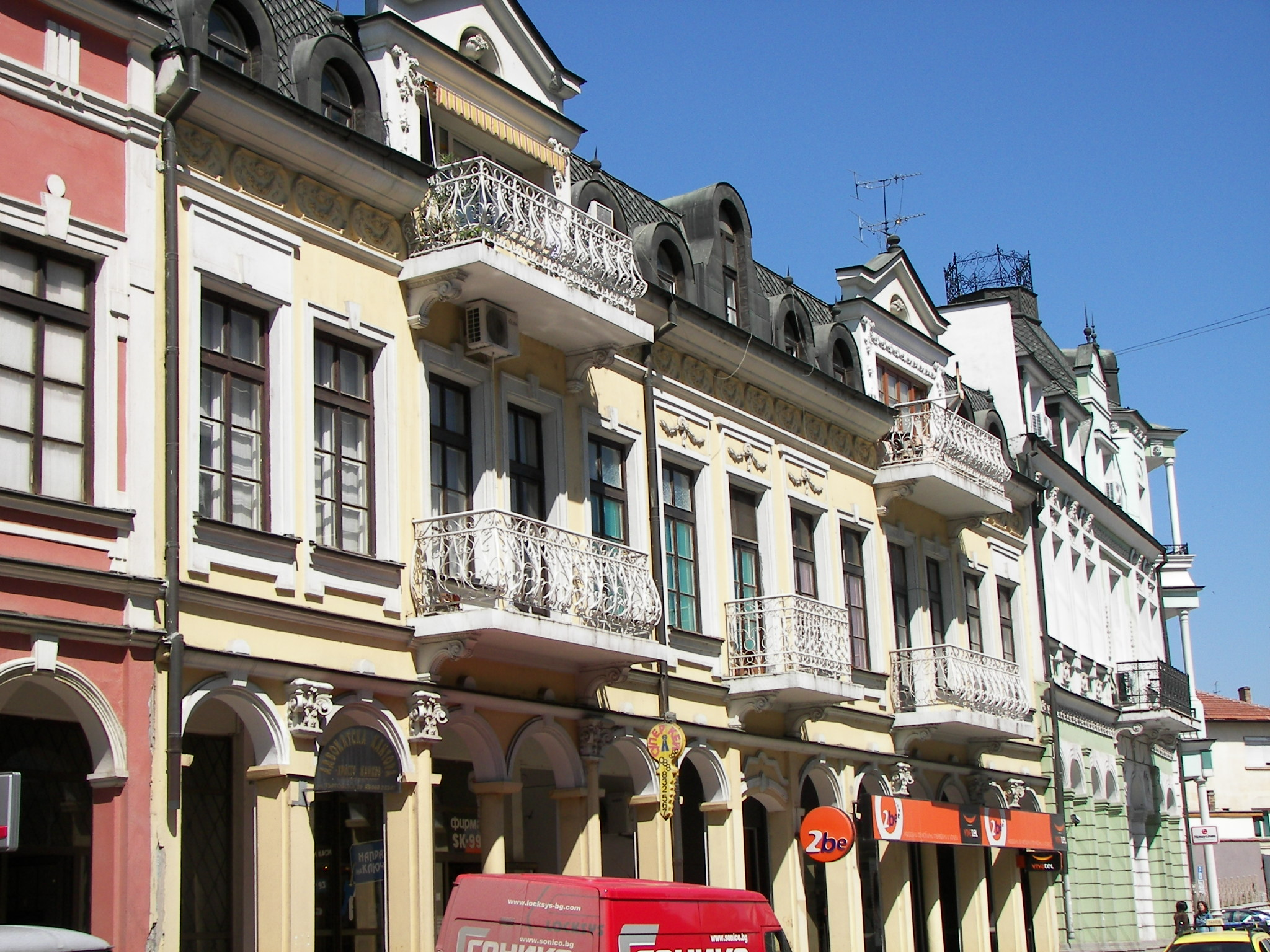
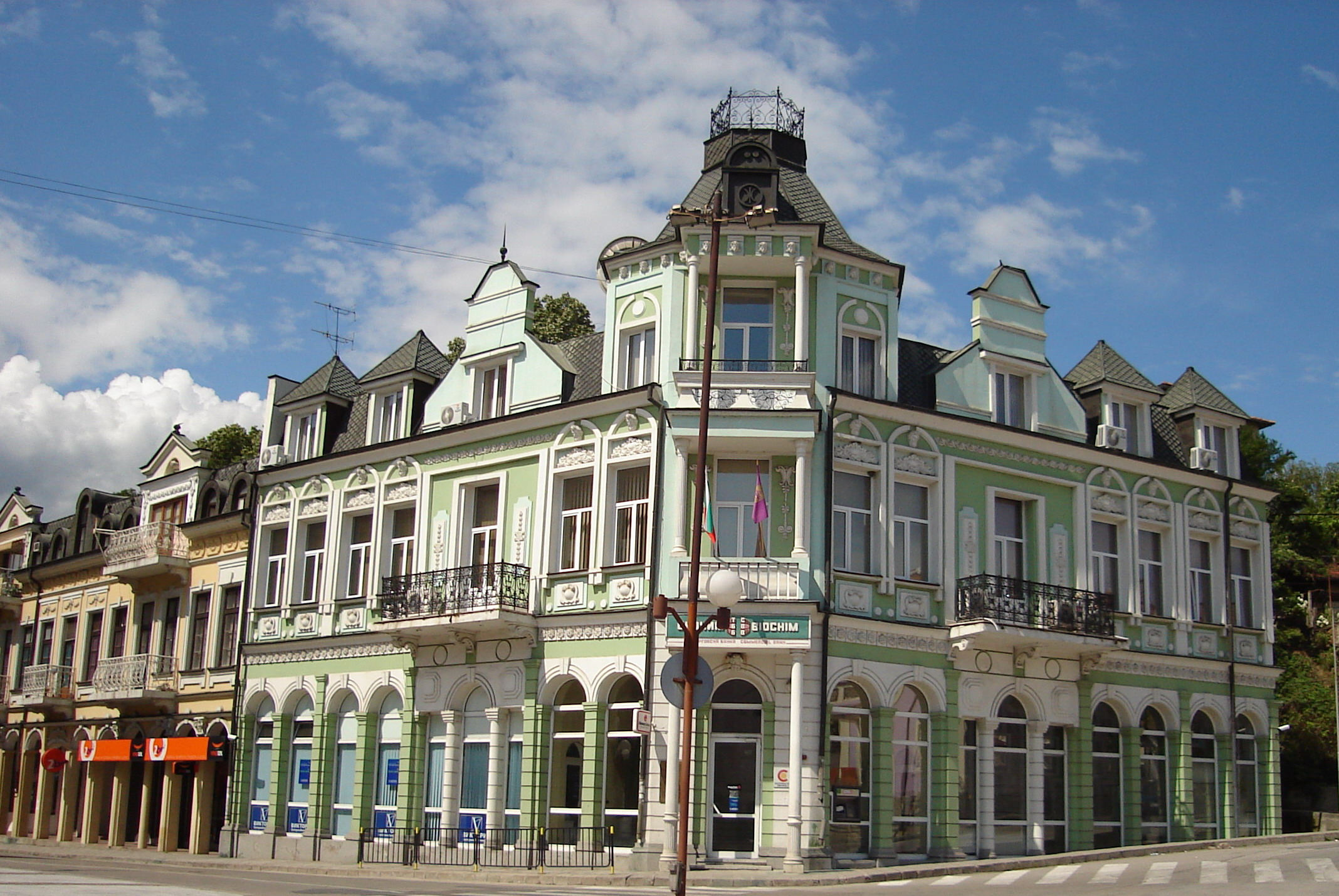